# Spoorlijn Romanshorn - Sankt Gallen
De spoorlijn Romanshorn-St. Gallen is een spoortraject tussen de Zwitserse plaatsen Romanshorn en Sankt Gallen. Het traject is in 1910 aangelegd door de Zwitserse spoorwegonderneming Bodensee-Toggenburg-Bahn (BT).

## Geschiedenis
De Bodensee-Toggenburg-Bahn opende op 3 oktober 1910 het normaalsporige traject van Romanshorn naar St. Gallen St. Fiden en van St. Gallen HB naar Wattwil. Op 1 oktober 1912 volgde de opening van het traject van Ebnat-Kappel naar Nesslau-Neu St. Johann. De tussengelegen trajecten van St. Gallen St. Fiden naar St. Gallen HB en van Wattwil naar Ebnat-Kappel waren van de Schweizerische Bundesbahnen en werden gehuurd door de Bodensee-Toggenburg-Bahn

## Treindiensten

### S-Bahn Sankt Gallen
De treindiensten van de S-Bahn van Sankt Gallen worden uitgevoerd door de AB, SOB, THURBO.

### Voralpen-Express
De Voralpen-Express is een treindienst tussen Noord-Oost Zwitserland en Centraal Zwitserland. Tegenwoordig is deze verbinding bekend als Express trein.

## Aansluitingen
In de volgende plaatsen was of is er een aansluiting van de volgende spoorwegmaatschappijen:

### Romanshorn
- Seelinie spoorlijn tussen Schaffhausen en Rorschach
- Romanshorn - Winterthur spoorlijn tussen Romanshorn en Winterthur

### St. Gallen
- Rorschach - Winterthur spoorlijn tussen Rorschach en Winterthur
- Appenzeller Bahnen spoorlijn tussen St. Gallen en Appenzell / Trogen
- Wattwil - St. Gallen spoorlijn tussen Wattwil en St. Gallen
- Thurbo diverse spoorlijnen

## Elektrische tractie
Het traject werd in 1933 geëlektrificeerd met een spanning van 15.000 volt 16 2/3 Hz wisselstroom.